# 白果林站
白果林站位于中華人民共和國四川省成都市金牛区金罗路，是成都地铁2号线的地铁车站。

## 车站概要
车站位于老旧院落占比较高的白果林社区金罗路，南北向布局，于2012年9月16日启用。因其所在社区而得名，由于金罗路道路狭窄，使本站成为地铁2号线一期工程中施工难度最大的站点。

## 车站结构
本站拥有一个岛式站台，总长159.8米，标准段宽18.7米；

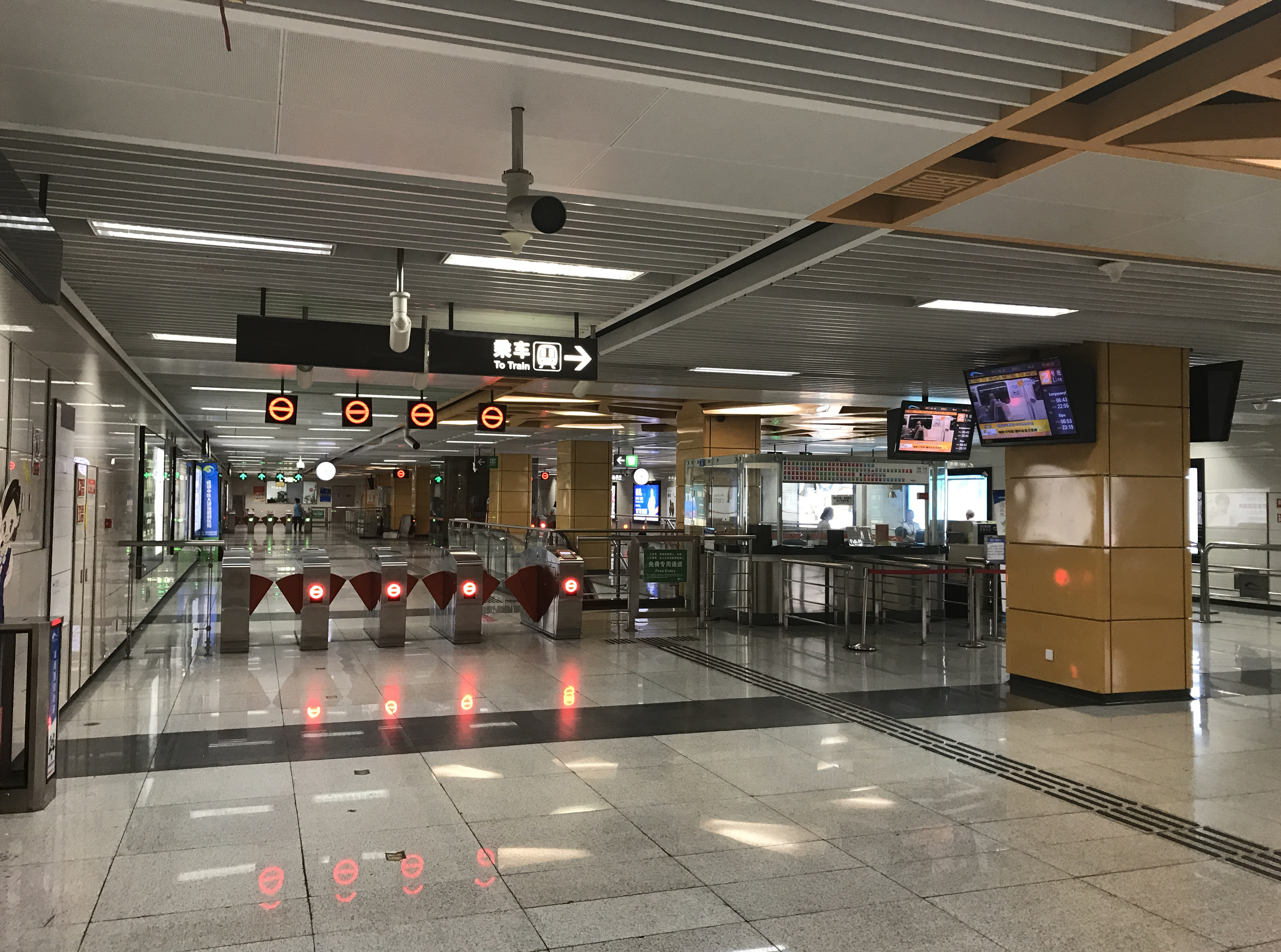
站厅层
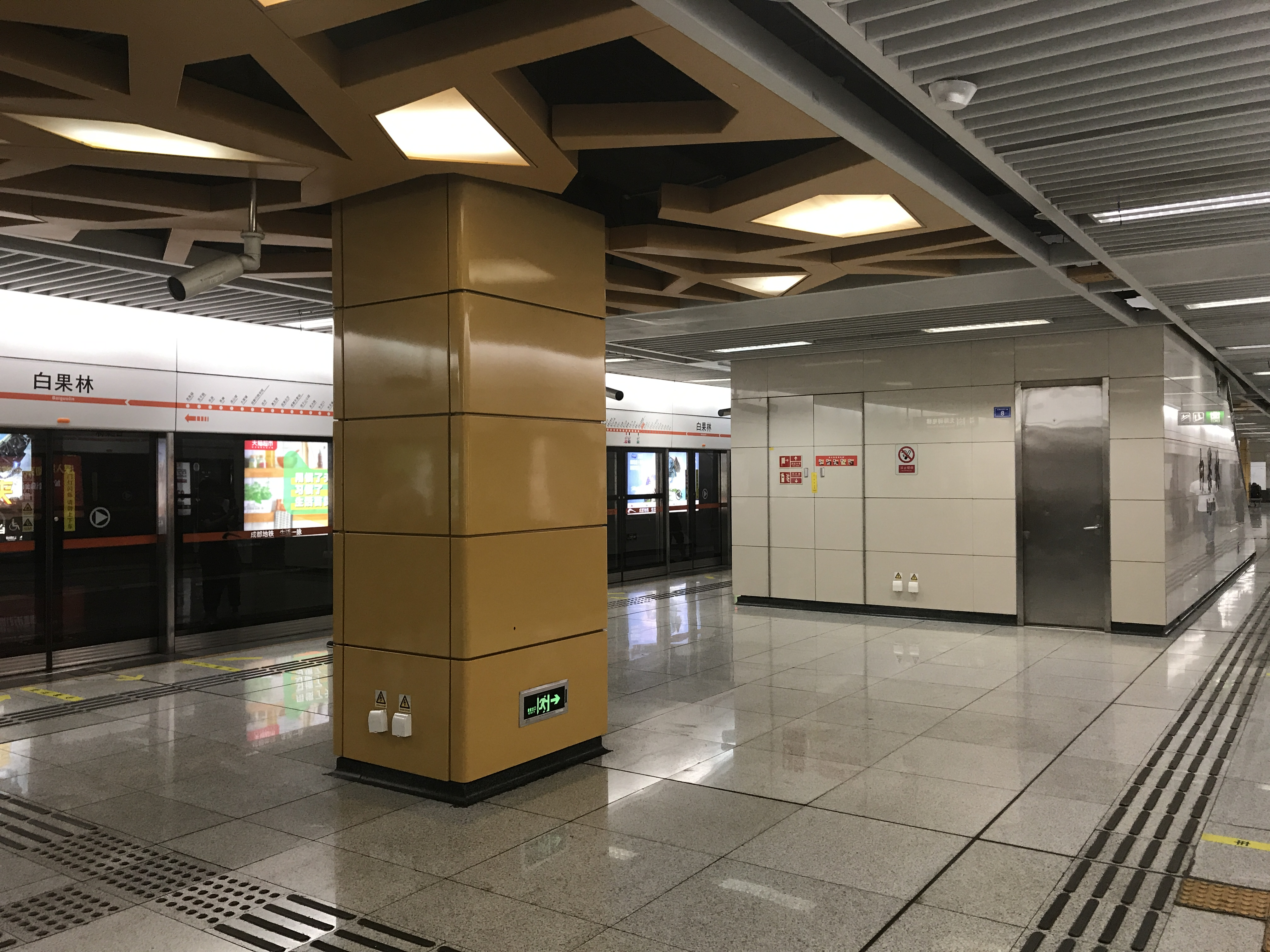
站台层

| 地面              | 0    | 出口 |
| 地下一层          | 站厅 | 自助购票 客服中心                                                                                            |
| 地下二层          | 站台 | \| \| \| 2号线往犀浦（蜀汉路东） \| \| 島式 · 開左邊车门 \| \| \| \| \| \| 2号线往龙泉驿（中医大·省医院） \| |
|                   |      | 2号线往犀浦（蜀汉路东）                                                                                      |
| 島式 · 開左邊车门 |      | |
|                   |      | 2号线往龙泉驿（中医大·省医院）                                                                               |

- 站厅层
- 站台层

## 出入口

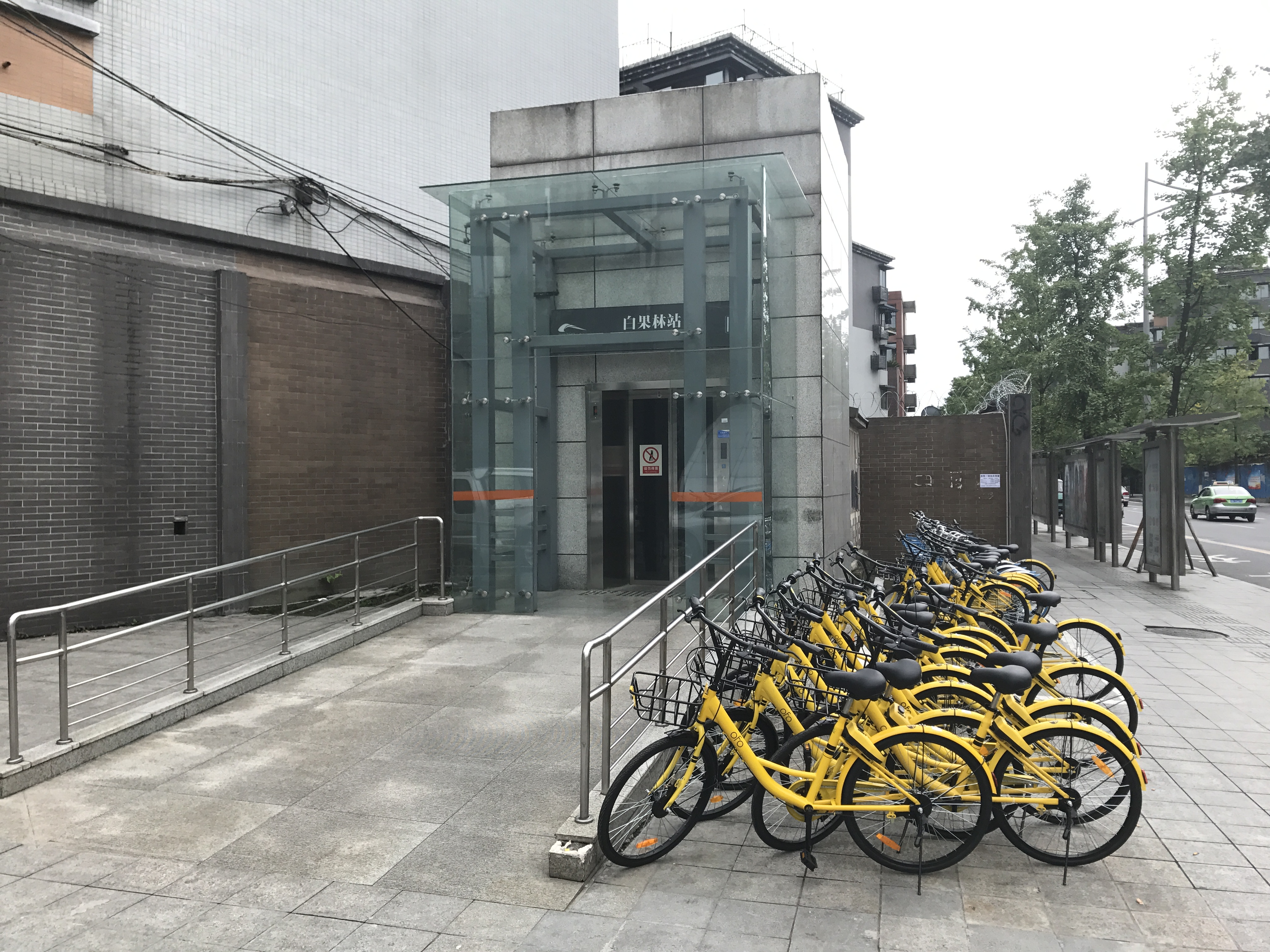
D出入口附近的无障碍电梯

本站目前开放2个出入口。
|          |              |                        |      |
| 编号     | 设施         | 指示                   | 照片 |
|          | 无障碍卫生间 | 青西路、中新路、百寿路 |      |
| 出口 · D | 无障碍电梯   | 金罗路、文华路         |      |

- D出入口附近的无障碍电梯

## 公交换乘
113路；163路等

## 历史
- 2008年12月15日，开始施工[5]；
- 2010年11月16日，主体结构封顶[6]；
- 2012年9月16日，正式启用[1]。